# Alchemilla breviloba
Alchemilla breviloba är en rosväxtart som beskrevs av Harald Lindberg. Alchemilla breviloba ingår i släktet daggkåpor, och familjen rosväxter. Inga underarter finns listade i Catalogue of Life.